# Rally di Sardegna 2017
Il Rally di Sardegna 2017, ufficialmente denominato 14º Rally Italia Sardegna, è stata la settima prova del campionato mondiale rally 2017 nonché la quattordicesima edizione del Rally di Sardegna (dal 2004 valido anche come Rally d'Italia) e la tredicesima con valenza mondiale. La manifestazione si è svolta dall'8 all'11 giugno sugli insidiosi sterrati che attraversano i territori centro-occidentali della provincia di Sassari, nel nord dell'isola, e il parco assistenza per i concorrenti venne allestito nel porto di Alghero.
L'evento è stato vinto dall'estone Ott Tänak navigato dal connazionale Martin Järveoja, al volante di una Ford Fiesta WRC della scuderia M-Sport World Rally Team, davanti all'equipaggio finlandese composto da Jari-Matti Latvala e Miikka Anttila su Toyota Yaris WRC del team ufficiale Toyota Gazoo Racing WRT e alla coppia belga formata da Thierry Neuville e Nicolas Gilsoul su Hyundai i20 Coupe WRC della squadra ufficiale Hyundai Motorsport.
I cechi Jan Kopecký e Pavel Dresler, su Škoda Fabia R5 della squadra Škoda Motorsport II, hanno invece conquistato il successo nel campionato WRC-2, mentre gli spagnoli Nil Solans e Miquel Ibáñez Sotos hanno vinto nelle serie WRC-3 e Junior WRC alla guida di una Ford Fiesta R2T. Nel WRC Trophy la vittoria è andata invece a Yazeed Al-Rajhi e Michael Orr su Ford Fiesta RS WRC del team Yazeed Racing.

## Dati della prova
| Denominazione ufficiale             | Rally Italia Sardegna                                    |
| Edizione N°                         | 14                                                       |
| Tappa N°                            | 7 di 13                                                  |
| Data manifestazione                 | da giovedì 08/06/2017 a domenica 11/06/2017              |
| Sede ospitante                      | Alghero (provincia di Sassari, Sardegna)                 |
| Sede parco assistenza               | Alghero (provincia di Sassari, Sardegna)                 |
| Superficie                          | Terra                                                    |
| Direttore di gara                   | Lucio De Mori                                            |
| Iscritti                            | 55                                                       |
| Partiti                             | 53                                                       |
| Arrivati                            | 41 (77,4%)                                               |
| Prove speciali                      | 19                                                       |
| Prova più breve                     | 2,00 km (PS1: Ittiri Arena Show)                         |
| Prova più lunga                     | 28,52 km (PS11 e PS14: Monti di Alà)                     |
| Prova più lenta                     | velocità media di 59,11 km/h (PS1: Ittiri Arena Show)    |
| Prova più veloce                    | velocità media di 114,03 km/h (PS13: Coiluna - Loelle 2) |
| Lunghezza prove speciali            | 312,66 km (20,9% della distanza totale)                  |
| Lunghezza complessiva trasferimenti | 1183,71 km                                               |
| Distanza totale                     | 1496,37 km                                               |

## Itinerario
La manifestazione si disputò interamente nella provincia di Sassari, articolandosi in 19 prove speciali distribuite in quattro giorni ed ebbe sede, per il terzo anno consecutivo, ad Alghero, dove venne allestito anche il parco assistenza per tutti i concorrenti e la cerimonia finale di premiazione.
Il rally ebbe inizio giovedì 8 giugno con il mini-circuito di 2 km realizzato all'interno dell'ex tracciato di motocross nei pressi di Ittiri.
Dopo la notte trascorsa a Olbia, storica sede del rally, la seconda frazione (disputatasi venerdì 9 giugno) si articolava invece in due classiche sezioni di quattro prove ciascuna, da disputarsi una al mattino e una al pomeriggio; le prime due speciali, le classiche Terranova e Monte Olia, si corsero nel territorio di Monti, nella parte orientale della provincia, per poi spostarsi verso ovest per le restanti due, svoltesi nei territori comunali di Tula, Tergu e Osilo.
La terza frazione di sabato 10 giugno fu come tradizione la più impegnativa del rally, con un totale di 143,16 km cronometrati. Si gareggiò nella regione del Monteacuto, lungo le strade che servono il parco eolico situato tra i comuni di Buddusò, Alà dei Sardi e Pattada, nel giro comprendente le classiche prove di Coiluna-Loelle, Monti di Alà (in questa edizione la prova più lunga del rally con 28,52 km) e l'impegnativa e iconica Monte Lerno, come di consueto sede del salto Mickey's Jump, posto nei pressi dell'omonima cima.
Nella giornata finale di domenica 11 giugno ci si spostò nella costa occidentale dell'isola, tra Sassari e Alghero, per disputare le ultime quattro prove del rally suddivise in due percorsi da ripetersi due volte: la prima a terminare nei pressi dell'insenatura di Cala Flumini e la seconda, valevole anche come power stage nel secondo passaggio, da corrersi nei sentieri costieri dell'Argentiera.
| Frazione            | Prova  | Ora    | Nome                                  | Partenza                              | Arrivo                                | Lunghezza | Totale    |
| ------------------- | ------ | ------ | ------------------------------------- | ------------------------------------- | ------------------------------------- | --------- | --------- |
| Frazione 1 (8 giu)  | PS1    | 18:00  | Ittiri Arena Show                     | Ittiri                                | Ittiri                                | 2,00 km   | 2,00 km   |
|                     |        |        |                                       |                                       |                                       |           |           |
| Frazione 2 (9 giu)  | PS2    | 07:18  | Terranova 1                           | Alà dei Sardi                         | Alà dei Sardi                         | 14,54 km  | 125,46 km |
| Frazione 2 (9 giu)  | PS3    | 07:41  | Monte Olia 1                          | Monti                                 | Monti                                 | 19,05 km  | 125,46 km |
| Frazione 2 (9 giu)  | PS4    | 09:12  | Tula 1                                | Tula                                  | Tula                                  | 15,00 km  | 125,46 km |
| Frazione 2 (9 giu)  | PS5    | 10:17  | Tergu-Osilo 1                         | Tergu                                 | Osilo                                 | 14,14 km  | 125,46 km |
| Frazione 2 (9 giu)  |        | 11:56  | Assistenza – Alghero (30 min)         | Assistenza – Alghero (30 min)         | Assistenza – Alghero (30 min)         | –         | 125,46 km |
| Frazione 2 (9 giu)  | PS6    | 15:25  | Terranova 2                           | Alà dei Sardi                         | Alà dei Sardi                         | 14,54 km  | 125,46 km |
| Frazione 2 (9 giu)  | PS7    | 15:48  | Monte Olia 2                          | Monti                                 | Monti                                 | 19,05 km  | 125,46 km |
| Frazione 2 (9 giu)  | PS8    | 17:25  | Tula 2                                | Tula                                  | Tula                                  | 15,00 km  | 125,46 km |
| Frazione 2 (9 giu)  | PS9    | 18:30  | Tergu-Osilo 2                         | Tergu                                 | Osilo                                 | 14,14 km  | 125,46 km |
| Frazione 2 (9 giu)  |        | 20:00  | Assistenza (flexi) – Alghero (48 min) | Assistenza (flexi) – Alghero (48 min) | Assistenza (flexi) – Alghero (48 min) | –         | 125,46 km |
|                     |        |        |                                       |                                       |                                       |           |           |
| Frazione 3 (10 giu) |        | 05:00  | Assistenza – Alghero (18 min)         | Assistenza – Alghero (18 min)         | Assistenza – Alghero (18 min)         | –         | 143,16 km |
| Frazione 3 (10 giu) | PS10   | 07:45  | Coiluna-Loelle 1                      | Alà dei Sardi                         | Buddusò                               | 14,95 km  | 143,16 km |
| Frazione 3 (10 giu) | PS11   | 08:41  | Monti di Alà 1                        | Alà dei Sardi                         | Buddusò                               | 28,52 km  | 143,16 km |
| Frazione 3 (10 giu) | PS12   | 09:20  | Monte Lerno 1                         | Buddusò                               | Oschiri                               | 28,11 km  | 143,16 km |
| Frazione 3 (10 giu) |        | 12:11  | Assistenza – Alghero (30 min)         | Assistenza – Alghero (30 min)         | Assistenza – Alghero (30 min)         | –         | 143,16 km |
| Frazione 3 (10 giu) | PS13   | 15:08  | Coiluna-Loelle 2                      | Alà dei Sardi                         | Buddusò                               | 14,95 km  | 143,16 km |
| Frazione 3 (10 giu) | PS14   | 16:04  | Monti di Alà 2                        | Alà dei Sardi                         | Buddusò                               | 28,52 km  | 143,16 km |
| Frazione 3 (10 giu) | PS15   | 16:43  | Monte Lerno 2                         | Buddusò                               | Oschiri                               | 28,11 km  | 143,16 km |
| Frazione 3 (10 giu) |        | 19:14  | Assistenza (flexi) – Alghero (48 min) | Assistenza (flexi) – Alghero (48 min) | Assistenza (flexi) – Alghero (48 min) | –         | 143,16 km |
|                     |        |        |                                       |                                       |                                       |           |           |
| Frazione 4 (11 giu) |        | 07:30  | Assistenza – Alghero (18 min)         | Assistenza – Alghero (18 min)         | Assistenza – Alghero (18 min)         | –         | 42,04 km  |
| Frazione 4 (11 giu) | PS16   | 09:28  | Cala Flumini 1                        | Sassari                               | Sassari                               | 14,06 km  | 42,04 km  |
| Frazione 4 (11 giu) | PS17   | 10:35  | Sassari - Argentiera 1                | Sassari                               | Sassari                               | 6,96 km   | 42,04 km  |
| Frazione 4 (11 giu) | PS18   | 10:54  | Cala Flumini 2                        | Sassari                               | Sassari                               | 14,06 km  | 42,04 km  |
| Frazione 4 (11 giu) | PS19   | 12:18  | Sassari - Argentiera 2 (power stage)  | Sassari                               | Sassari                               | 6,96 km   | 42,04 km  |
| Frazione 4 (11 giu) |        | 13:15  | Assistenza – Alghero (10 min)         | Assistenza – Alghero (10 min)         | Assistenza – Alghero (10 min)         | –         | 42,04 km  |
| Totale              | Totale | Totale | Totale                                | Totale                                | Totale                                | Totale    | 312,66 km |

## Resoconto
Al settimo appuntamento stagionale in terra sarda, Ott Tänak e Martin Järveoja centrarono il loro primo trionfo in carriera, regalando alla M-Sport il terzo successo nel 2017 e riportando l'Estonia in vetta a un rally iridato dopo 13 anni, quando fu Markko Märtin ad aggiudicarsi il Rally di Catalogna nel 2004; gli estoni, alla guida della loro Fiesta WRC, conclusero la giornata del venerdì al terzo posto e presero la testa della corsa al pomeriggio del sabato, per poi mantenerla sino alla fine pur dovendo fronteggiare una difficile situazione nella quartultima tappa, quando si trovarono ad affrontare la polvere entrava nel loro abitacolo, causando un lungo in corrispondenza di un incrocio. Nonostante questo inconveniente riuscirono a stare davanti all'equipaggio finlandese della Toyota composto da Jari-Matti Latvala e Miikka Anttila, i quali commisero un errore nella prova successiva che provocò il momentaneo stallo del motore della loro Yaris WRC, costringendoli alla resa e tagliando il traguardo a 12 secondi dai vincitori. Terza, a ulteriori 55 secondi, è giunta la coppia della Hyundai formata da Thierry Neuville e Nicolas Gilsoul, in lotta per la leadership sino a sabato mattina, quando accusarono dei problemi ai freni che rallentarono la corsa della loro i20 Coupe WRC.
 
Quarto si è piazzato il giovane finlandese Esapekka Lappi, alla sua seconda gara nella massima categoria e navigato dal connazionale Janne Ferm, che ha concluso a poco più di un minuto dal podio al volante della seconda Toyota Yaris ufficiale. Quinto l'equipaggio campione del mondo in carica di Sébastien Ogier e Julien Ingrassia, compagni di squadra dei vincitori, veleggianti tra la sesta e la settima posizione nelle prime due giornate per problemi di grip e a causa dell'essere stati loro ad aprire la strada al venerdì. Sesto Juho Hänninen (Toyota) che ha dovuto cedere la quinta posizione causa problemi al servosterzo, settimo Mads Østberg su una Fiesta WRC semi-ufficiale e ottavo Andreas Mikkelsen su Citroën C3 WRC, ingaggiato dalla squadra Citroën al posto di Stéphane Lefebvre, mentre al nono e decimo posto si sono piazzati due equipaggi della classe cadetta, rispettivamente condotti da Eric Camilli su Ford Fiesta R5 e Jan Kopecký su Škoda Fabia R5, quest'ultimo vincitore della categoria WRC-2.
Tra i piloti di punta si registrò il ritiro di Hayden Paddon, protagonista assoluto della prima giornata e in testa alla competizione sino alla prima speciale di sabato pomeriggio, quando urtò qualcosa a bordo strada e ruppe la ruota posteriore destra della sua Hyundai, costringendolo all'abbandono a fine speciale. Anche Kris Meeke (Citroën) si ritirò a causa di un ribaltamento che danneggiò irrimediabilmente la sua C3 WRC ed Elfyn Evans (M-Sport) finì contro un albero al venerdì, ripartì il giorno successivo con il rally 2, ma non superò il controllo tecnico dopo l'ultima speciale.
Si confermarono in vetta alla classifica Ogier e Ingrassia e al secondo posto Neuville e Gilsoul, accorciando il distacco dai francesi mentre al terzo posto ci fu il sorpasso di Tänak e Järveoja nei confronti di Latvala e Anttila, con gli estoni avanti ai finlandesi per un solo punto; stabilmente quinti Sordo e Martì. Tra i costruttori M-Sport e Hyundai mantennero stabilmente i primi due posti con la scuderia inglese avanti di 40 punti su quella coreana, mentre Toyota e Citroën rimasero sempre al terzo e al quarto posto rispettivamente.

## Risultati

### Classifica
| Pos.       | Nº       | Pilota              | Co-pilota           | Auto                  | Squadra                      | Classe      | Tempo     | Distacco   | Punti    |     |
| Generale   | Generale | Generale            | Generale            | Generale              | Generale                     | Generale    | Generale  | Generale   | Generale |     |
| ---------- | -------- | ------------------- | ------------------- | --------------------- | ---------------------------- | ----------- | --------- | ---------- | -------- | --- |
| 1.         | 2        | Ott Tänak           | Martin Järveoja     | Ford Fiesta WRC       | M-Sport World Rally Team     | WRC         | 3h25'15"1 | –          | 25       |     |
| 2.         | 10       | Jari-Matti Latvala  | Miikka Anttila      | Toyota Yaris WRC      | Toyota Gazoo Racing WRT      | WRC         | 3h25'27"4 | +12"3      | 19       |     |
| 3.         | 5        | Thierry Neuville    | Nicolas Gilsoul     | Hyundai i20 Coupe WRC | Hyundai Motorsport           | WRC         | 3h26'22"8 | +1'07"7    | 17       |     |
| 4.         | 12       | Esapekka Lappi      | Janne Ferm          | Toyota Yaris WRC      | Toyota Gazoo Racing WRT      | WRC         | 3h27'28"0 | +2'12"9    | 17       |     |
| 5.         | 1        | Sébastien Ogier     | Julien Ingrassia    | Ford Fiesta WRC       | M-Sport World Rally Team     | WRC         | 3h28'40"4 | +3'25"3    | 13       |     |
| 6.         | 11       | Juho Hänninen       | Kaj Lindström       | Toyota Yaris WRC      | Toyota Gazoo Racing WRT      | WRC         | 3h28'53"6 | +3'38"5    | 8        |     |
| 7.         | 14       | Mads Østberg        | Ola Fløene          | Ford Fiesta WRC       | M-Sport World Rally Team     | WRC         | 3h31'46"9 | +6'31"8    | 6        |     |
| 8.         | 9        | Andreas Mikkelsen   | Anders Jæger        | Citroën C3 WRC        | Citroën Total Abu Dhabi WRT  | WRC         | 3h33'22"9 | +8'07"8    | 4        |     |
| 9.         | 81       | Eric Camilli        | Benjamin Veillas    | Ford Fiesta R5        | M-Sport World Rally Team     | RC2         | 3h36'30"9 | +11'15"8   | 2        |     |
| 10.        | 34       | Jan Kopecký         | Pavel Dresler       | Škoda Fabia R5        | Škoda Motorsport II          | RC2 / WRC-2 | 3h36'36"5 | +11'21"4   | 1        |     |
| ...        | ...      | ...                 | ...                 | ...                   | ...                          | ...         | ...       | ...        | ...      | ... |
| 12.        | 6        | Dani Sordo          | Marc Martí          | Hyundai i20 Coupe WRC | Hyundai Motorsport           | WRC         | 3h42'17"9 | +17'02"8   | 4        |     |
| WRC-Trophy |          |                     |                     |                       |                              |             |           |            |          |     |
| 1. (13.)   | 20       | Yazeed Al-Rajhi     | Michael Orr         | Ford Fiesta RS WRC    | Yazeed Racing                | WRC-T       | 3h43'24"4 | –          | 25       |     |
| 2. (16.)   | 22       | Jean-Michel Raoux   | Laurent Magat       | Citroën DS3 WRC       | -                            | WRC-T       | 3h58'03"7 | +14'39"3   | 18       |     |
| 3. (28.)   | 21       | Martin Prokop       | Jan Tománek         | Ford Fiesta RS WRC    | Onebet Jipocar WRT           | WRC-T       | 4h20'28"5 | +37'04"1   | 15       |     |
| WRC-2      |          |                     |                     |                       |                              |             |           |            |          |     |
| 1. (9.)    | 34       | Jan Kopecký         | Pavel Dresler       | Škoda Fabia R5        | Škoda Motorsport II          | RC2 / WRC-2 | 3h36'36"5 | –          | 25       |     |
| 2. (11.)   | 32       | Ole Christian Veiby | Stig Rune Skjærmoen | Škoda Fabia R5        | Printsport                   | RC2 / WRC-2 | 3h38'52"9 | +2'16"4    | 18       |     |
| 3. (14.)   | 38       | Takamoto Katsuta    | Marko Salminen      | Ford Fiesta R5        | Tommi Mäkinen Racing         | RC2 / WRC-2 | 3h43'38"4 | +7'01"9    | 15       |     |
| 4. (15.)   | 35       | Yohan Rossel        | Benoît Fulcrand     | Citroën DS3 R5        | -                            | RC2 / WRC-2 | 3h47'21"4 | +10'44"9   | 12       |     |
| 5. (19.)   | 36       | Pierre-Louis Loubet | Vincent Landais     | Ford Fiesta R5        | -                            | RC2 / WRC-2 | 4h00'26"2 | +23'49"7   | 10       |     |
| 6. (27.)   | 39       | Łukasz Pieniążek    | Mazur Przemysław    | Peugeot 208 T16       | Trt Peugeot World Rally Team | RC2 / WRC-2 | 4h13'41"7 | +37'05"2   | 8        |     |
| WRC-3      |          |                     |                     |                       |                              |             |           |            |          |     |
| 1. (18.)   | 61       | Nil Solans          | Miquel Ibáñez Sotos | Ford Fiesta R2T       | -                            | RC4 / WRC-3 | 4h00'07"8 | –          | 25       |     |
| 2. (20.)   | 62       | Nicolas Ciamin      | Thibault de la Haye | Ford Fiesta R2T       | -                            | RC4 / WRC-3 | 4h00'53"9 | +46"1      | 18       |     |
| 3. (22.)   | 64       | Julius Tannert      | Jürgen Heigl        | Ford Fiesta R2T       | ADAC Sachsen                 | RC4 / WRC-3 | 4h03'28"6 | +3'20"8    | 15       |     |
| 4. (23.)   | 63       | Terry Folb          | Christopher Guieu   | Ford Fiesta R2T       | -                            | RC4 / WRC-3 | 4h04'49"0 | +4'41"2    | 12       |     |
| 5. (24.)   | 65       | Denis Rådström      | Johan Johansson     | Ford Fiesta R2T       | -                            | RC4 / WRC-3 | 4h07'04"9 | +6'57"1    | 10       |     |
| 6. (27.)   | 66       | Robert Duggan       | Tom Woodburn        | Ford Fiesta R2T       | -                            | RC4 / WRC-3 | 4h16'19"6 | +16'11"8   | 8        |     |
| 7. (30.)   | 68       | Dillon Van Way      | Dai Roberts         | Ford Fiesta R2T       | -                            | RC4 / WRC-3 | 4h28'15"4 | +28'07"6   | 6        |     |
| 8. (33.)   | 71       | Enrico Brazzoli     | Enrico Ghietti      | Peugeot 208 R2        | -                            | RC4 / WRC-3 | 4h59'29"2 | +59'21"4   | 4        |     |
| 9. (37.)   | 67       | Sebastian Careaga   | Rodrigo Sanjuan     | Ford Fiesta R2T       | -                            | RC4 / WRC-3 | 5h11'47"6 | +1h11'39"8 | 2        |     |
| Junior WRC |          |                     |                     |                       |                              |             |           |            |          |     |
| 1. (18.)   | 61       | Nil Solans          | Miquel Ibáñez Sotos | Ford Fiesta R2T       | -                            | RC4 / JWRC  | 4h00'07"8 | –          | 33       |     |
| 2. (20.)   | 62       | Nicolas Ciamin      | Thibault de la Haye | Ford Fiesta R2T       | -                            | RC4 / JWRC  | 4h00'53"9 | +46"1      | 22       |     |
| 3. (22.)   | 64       | Julius Tannert      | Jürgen Heigl        | Ford Fiesta R2T       | ADAC Sachsen                 | RC4 / JWRC  | 4h03'28"6 | +3'20"8    | 15       |     |
| 4. (23.)   | 63       | Terry Folb          | Christopher Guieu   | Ford Fiesta R2T       | -                            | RC4 / JWRC  | 4h04'49"0 | +4'41"2    | 14       |     |
| 5. (24.)   | 65       | Denis Rådström      | Johan Johansson     | Ford Fiesta R2T       | -                            | RC4 / JWRC  | 4h07'04"9 | +6'57"1    | 11       |     |
| 6. (27.)   | 66       | Robert Duggan       | Tom Woodburn        | Ford Fiesta R2T       | -                            | RC4 / JWRC  | 4h16'19"6 | +16'11"8   | 12       |     |
| 7. (30.)   | 68       | Dillon Van Way      | Dai Roberts         | Ford Fiesta R2T       | -                            | RC4 / JWRC  | 4h28'15"4 | +28'07"6   | 6        |     |
| 8. (37.)   | 67       | Sebastian Careaga   | Rodrigo Sanjuan     | Ford Fiesta R2T       | -                            | RC4 / JWRC  | 5h11'47"6 | +1h11'39"8 | 4        |     |

| Principali ritiri | Principali ritiri | Principali ritiri | Principali ritiri  | Principali ritiri     | Principali ritiri           | Principali ritiri | Principali ritiri                     | Principali ritiri |
| PS                | Nº                | Pilota            | Co-pilota          | Auto                  | Squadra                     | Classe            | Causa                                 | Pos.              |
| ----------------- | ----------------- | ----------------- | ------------------ | --------------------- | --------------------------- | ----------------- | ------------------------------------- | ----------------- |
| PS 6              | 7                 | Kris Meeke        | Paul Nagle         | Citroën C3 WRC        | Citroën Total Abu Dhabi WRT | WRC               | Danno da incidente                    | 25º               |
| PS 18             | 4                 | Hayden Paddon     | Sebastian Marshall | Hyundai i20 Coupe WRC | Hyundai Motorsport          | WRC               | Incidente                             | 12º               |
| PS 19             | 3                 | Elfyn Evans       | Daniel Barritt     | Ford Fiesta WRC       | M-Sport World Rally Team    | WRC               | Non superò l'ultimo controllo tecnico | 26º               |

Legenda
| Icona | Classe                                                                               |
| ----- | ------------------------------------------------------------------------------------ |
| WRC   | Equipaggio di classe WRC che può conquistare punti per il campionato costruttori     |
| WRC   | Equipaggio di classe WRC che non può conquistare punti per il campionato costruttori |
| WRC-T | Equipaggio di classe WRC (ante 2017) registrato al campionato WRC Trophy             |
| WRC-2 | Equipaggio registrato al campionato WRC-2                                            |
| WRC-3 | Equipaggio registrato al campionato WRC-3                                            |
| JWRC  | Equipaggio registrato al campionato Junior WRC                                       |
|       | Ulteriori classificazioni                                                            |

### Prove speciali
| Frazione            | Prova | Ora   | Nome                                 | Lunghezza | Vincitori                        | Tempo   | Leader del rally                 |
| ------------------- | ----- | ----- | ------------------------------------ | --------- | -------------------------------- | ------- | -------------------------------- |
| Frazione 1 (8 giu)  | PS1   | 18:00 | Ittiri Arena Show                    | 2,00 km   | Thierry Neuville Nicolas Gilsoul | 2'01"8  | Thierry Neuville Nicolas Gilsoul |
|                     |       |       |                                      |           |                                  |         |                                  |
| Frazione 2 (9 giu)  | PS2   | 07:18 | Terranova 1                          | 14,54 km  | Kris Meeke Paul Nagle            | 10'14"1 | Kris Meeke Paul Nagle            |
| Frazione 2 (9 giu)  | PS3   | 07:41 | Monte Olia 1                         | 19,05 km  | Juho Hänninen Kaj Lindström      | 13'25"8 | Juho Hänninen Kaj Lindström      |
| Frazione 2 (9 giu)  | PS4   | 09:12 | Tula 1                               | 15,00 km  | Dani Sordo Marc Martí            | 11'51"2 | Kris Meeke Paul Nagle            |
| Frazione 2 (9 giu)  | PS5   | 10:17 | Tergu-Osilo 1                        | 14,14 km  | Esapekka Lappi Janne Ferm        | 9'06"3  | Hayden Paddon Sebastian Marshall |
| Frazione 2 (9 giu)  | PS6   | 15:25 | Terranova 2                          | 14,54 km  | Esapekka Lappi Janne Ferm        | 9'59"5  | Hayden Paddon Sebastian Marshall |
| Frazione 2 (9 giu)  | PS7   | 15:48 | Monte Olia 2                         | 19,05 km  | Esapekka Lappi Janne Ferm        | 13'04"9 | Hayden Paddon Sebastian Marshall |
| Frazione 2 (9 giu)  | PS8   | 17:25 | Tula 2                               | 15.00 km  | Dani Sordo Marc Martí            | 11'38"5 | Hayden Paddon Sebastian Marshall |
| Frazione 2 (9 giu)  | PS9   | 18:30 | Tergu-Osilo 2                        | 14,14 km  | Dani Sordo Marc Martí            | 8'53"2  | Hayden Paddon Sebastian Marshall |
|                     |       |       |                                      |           |                                  |         | Hayden Paddon Sebastian Marshall |
| Frazione 3 (10 giu) | PS10  | 07:45 | Coiluna-Loelle 1                     | 14,95 km  | Hayden Paddon Sebastian Marshall | 8'00"8  | Hayden Paddon Sebastian Marshall |
| Frazione 3 (10 giu) | PS11  | 08:41 | Monti di Alà 1                       | 28,52 km  | Thierry Neuville Nicolas Gilsoul | 17'02"8 | Hayden Paddon Sebastian Marshall |
| Frazione 3 (10 giu) | PS12  | 09:20 | Monte Lerno 1                        | 28,11 km  | Ott Tänak Martin Järveoja        | 17'54"5 | Hayden Paddon Sebastian Marshall |
| Frazione 3 (10 giu) | PS13  | 15:08 | Coiluna-Loelle 2                     | 14,95 km  | Ott Tänak Martin Järveoja        | 7'52"0  | Ott Tänak Martin Järveoja        |
| Frazione 3 (10 giu) | PS14  | 16:04 | Monti di Alà 2                       | 28,52 km  | Ott Tänak Martin Järveoja        | 16'48"1 | Ott Tänak Martin Järveoja        |
| Frazione 3 (10 giu) | PS15  | 16:43 | Monte Lerno 2                        | 28,11 km  | Esapekka Lappi Janne Ferm        | 17'35"8 | Ott Tänak Martin Järveoja        |
|                     |       |       |                                      |           |                                  |         | Ott Tänak Martin Järveoja        |
| Frazione 4 (11 Giu) | PS16  | 09:28 | Cala Flumini 1                       | 14,06 km  | Hayden Paddon Sebastian Marshall | 8'58"3  | Ott Tänak Martin Järveoja        |
| Frazione 4 (11 Giu) | PS17  | 10:35 | Sassari - Argentiera 1               | 6,96 km   | Dani Sordo Marc Martí            | 5'10"0  | Ott Tänak Martin Järveoja        |
| Frazione 4 (11 Giu) | PS18  | 11:37 | Cala Flumini 2                       | 14,06 km  | Esapekka Lappi Janne Ferm        | 8'46"9  | Ott Tänak Martin Järveoja        |
| Frazione 4 (11 Giu) | PS19  | 14:48 | Sassari - Argentiera 2 (power stage) | 6,96 km   | Esapekka Lappi Janne Ferm        | 5'10"5  | Ott Tänak Martin Järveoja        |

### Power stage
PS19: Sassari - Argentiera 2 di 6,96 km, disputatasi domenica 11 giugno 2017 alle ore 12:18 (UTC+2).
| Pos. | No. | Pilota             | Co-pilota        | Auto                  | Classe | Tempo  | Distacco | Punti |
| ---- | --- | ------------------ | ---------------- | --------------------- | ------ | ------ | -------- | ----- |
| 1    | 12  | Esapekka Lappi     | Janne Ferm       | Toyota Yaris WRC      | WRC    | 5'10"5 |          | 5     |
| 2    | 6   | Dani Sordo         | Marc Martí       | Hyundai i20 Coupe WRC | WRC    | 5'10"9 | +0"4     | 4     |
| 3    | 1   | Sébastien Ogier    | Julien Ingrassia | Ford Fiesta WRC       | WRC    | 5'11"8 | +1"3     | 3     |
| 4    | 5   | Thierry Neuville   | Nicolas Gilsoul  | Hyundai i20 Coupe WRC | WRC    | 5'12"4 | +1"9     | 2     |
| 5    | 10  | Jari-Matti Latvala | Miikka Anttila   | Toyota Yaris WRC      | WRC    | 5'12"8 | +2"3     | 1     |

## Classifiche mondiali
Classifica piloti
| Pos. | Pos. | Pilota             | Punti |
| ---- | ---- | ------------------ | ----- |
| 1    |      | Sébastien Ogier    | 141   |
| 2    |      | Thierry Neuville   | 123   |
| 3    | 1    | Ott Tänak          | 108   |
| 4    | 1    | Jari-Matti Latvala | 107   |
| 5    |      | Dani Sordo         | 70    |
| 6    |      | Elfyn Evans        | 53    |
| 7    |      | Craig Breen        | 43    |
| 8    |      | Hayden Paddon      | 33    |
| 9    | 1    | Juho Hänninen      | 29    |
| 10   | 1    | Kris Meeke         | 27    |
| 11   | 6    | Esapekka Lappi     | 20    |
| 12   | 1    | Andreas Mikkelsen  | 16    |
| 13   |      | Mads Østberg       | 12    |
| 14   | 2    | Stéphane Lefebvre  | 10    |
| 15   | 1    | Teemu Suninen      | 5     |
| 16   | 1    | Jan Kopecký        | 5     |
| 17   | 1    | Pontus Tidemand    | 4     |
| 18   |      | Stéphane Sarrazin  | 2     |
| 18   | N    | Eric Camilli       | 2     |
| 20   | 1    | Yohan Rossel       | 1     |
| 21   | 1    | Bryan Bouffier     | 1     |

Classifica co-piloti
| Pos. | Pos. | Co-pilota              | Punti |
| ---- | ---- | ---------------------- | ----- |
| 1    |      | Julien Ingrassia       | 141   |
| 2    |      | Nicolas Gilsoul        | 123   |
| 3    | 1    | Martin Järveoja        | 108   |
| 4    | 1    | Miikka Anttila         | 107   |
| 5    |      | Marc Martí             | 70    |
| 6    |      | Daniel Barritt         | 53    |
| 7    |      | Scott Martin           | 43    |
| 8    |      | John Kennard           | 33    |
| 9    | 1    | Kaj Lindström          | 29    |
| 10   | 1    | Paul Nagle             | 27    |
| 11   | 6    | Janne Ferm             | 20    |
| 12   | 1    | Anders Jæger           | 16    |
| 13   |      | Ola Fløene             | 12    |
| 14   | 2    | Gabin Moreau           | 10    |
| 15   | 1    | Mikko Markkula         | 5     |
| 16   | 1    | Pavel Dresler          | 5     |
| 17   | 1    | Jonas Andersson        | 4     |
| 18   |      | Jacques Julien Renucci | 2     |
| 18   | N    | Benjamin Veillas       | 2     |
| 20   | 1    | Benoît Fulcrand        | 1     |
| 21   | 1    | Denis Giraudet         | 1     |

Classifica costruttori WRC
| Pos. | Pos. | Squadra                     | Punti |
| ---- | ---- | --------------------------- | ----- |
| 1    |      | M-Sport World Rally Team    | 234   |
| 2    |      | Hyundai Motorsport          | 194   |
| 3    |      | Toyota Gazoo Racing WRC     | 143   |
| 4    |      | Citroën Total Abu Dhabi WRT | 97    |